# 青澀花園
《青澀花園》（日语：おにいさまへ…）是日本漫畫家池田理代子创作的少女漫畫，1974年于周刊玛格丽特连载，1975年出版单行本，并被翻译成多种语言在全球多个国家和地区出版。讲述了御苑生奈奈子升入高中青蘭學園后的故事。NHK衛星第2頻道在1991年7月至1992年5月播出改編自漫畫的電視動畫，共39集，此外还在多个国家与地区的电视台播出。

## 故事簡介
16歲少女御苑生奈奈子升上女子名校青蘭學園後，從候選加入校內的精英團體「姊妹會」開始，捲入了女生間的妒忌中，在校內成為被針對的目標……

## 登場人物
御苑生奈奈子（配音員：笠原弘子 (日本) / 許淑嬪 (台灣)）
本故事的女主角，故事的旁白，青蘭學園高中一年級生。台灣播出時譯作「張淑娜」。
信夫真理子（配音員：玉川紗己子）
奈奈子的同學，青蘭學園高中一年級生。台灣播出時譯作「王瑪麗」。
一之宮蕗子（配音員：小山茉美）
奈奈子的學姊，青蘭學園高中三年級生。學生會長。台灣播出時譯作「許麗卿」。
朝霞麗（配音員：島本須美）
奈奈子的學姊，青蘭學園高中二年級生。蕗子的異母妹妹。台灣播出時譯作「施美霞」。
折原薰（配音員：戶田惠子）
奈奈子的同學，比奈奈子大一歲，因為生病休養一年的關係所以跟奈奈子同年級。小麗的朋友。台灣播出時譯作「高勳芳」。
一之宮貴（配音員：堀內賢雄(日本) / 劉傑 (台灣)）
蕗子的哥哥，武彥的摯友。幫助輟學中的真理子。台灣播出時譯作「許富貴」。

## 出版书籍
集英社于1975年出版了本书，共计三册。
意大利于1995年由Star Comics分为四卷出版。2009年，出版社Asuka (collection)以为名在法国出版。2014年，由Japonica Polonica Fantastica在波兰以为名出版。

## 电视动画
1991年开始在NHK衛星第2頻道播放，由手塚製作进行动画制作。
台灣華視定名《親親天使心》，於1997年5月24日至1998年3月14日的每週六播出，并将角色的名字都改成漢名；中都卡通台播放時定名《天才酷老師》；香港亞洲電視播放時定名《少女夢》。
法國電視一台在1993年以为名在法国播出，但播出7集后便终止播出。本片也被使用阿拉伯语配音并播出。

### 制作团队
- 原作：池田理代子[1][2]
- 导演：出崎统[1][2]
- 系列构成：高屋敷英夫、金春智子[1][2]
- 角色设计、作画监督：杉野昭夫[1][2]
- 美术监督：田中资辛[1][2]
- 摄影监督：高桥宏固[1][2]
- 音乐：羽田健太郎[1][2]
- 音响监督：山田悦司[1][2]
- 音乐监督：铃木清司[1][2]
- 调音：大城久典[1][2]
- 效果：[1][2]
- 动画制作人：永山邦明[1][2]
- 制作人：松本弘孝、盐浦雅一[1][2]
- 动画制作：手塚プロダクション[1][2]
- 共同制作：[1][2]
- 制作著作：NHK[1][2]

### 主题曲
片头曲
作词、作曲：小椋佳，编曲：原田真二，演唱：
片尾曲
作词：小椋佳，作曲、编曲：原田真二，演唱：野田贵子

### 劇情大綱
| 集數 | 標題                                                            | 編劇                 | 分鏡     | 演出       | 首播日期       | 作畫監督           |
| --- | --------------------------------------------------------------- | -------------------- | -------- | ---------- | -------------- | ------------------ |
| 1 | 麗人成行 轉寫：Karei Naru Hitobito                    | 高屋敷英夫           | 出崎統   | 五月女有作 | 1991年7月14日  | 杉野昭夫           |
| 奈奈子進入青蘭學園的首日，在公車上受到麗的幫助，奈奈子立刻迷上了她。在學校，奈奈子遇見積極地想和自己成為朋友的真理子。之後奈奈子得知學園裡有三位校花：被稱為「花聖裘斯特」的朝霞麗、被稱為「皇后」的學生會長一之宮蕗子、因病留級一年的「薰大人」折原薰。 |                                                                 |                      |          |            |                |                    |
| 2 | 玻璃鞋 轉寫：GARASU no Kutsu                          | 金春智子             | 出崎統   | 鈴木卓夫   | 1991年7月21日  | 杉野昭夫           |
| 在準備上課時，真理子看到奈奈子和智子在談話，她把智子推開、拉著奈奈子去上課。蕗子來到奈奈子班上，宣布三位姊妹會（校內特權組織）的候選成員：真理子、薰和奈奈子。但薰反對姊妹會制度，並以健康為由拒絕。沒被選上的三咲綾憤而表示奈奈子沒有資格進入姊妹會，並在真理子替奈奈子說話時，揭露真理子的父親是色情作家。綾打算攻擊真理子，但被薰制止，而真理子反打綾一巴掌。作為姊妹會候選成員，奈奈子受邀參加周日的聚會，雖然她已和智子約好在那天烤蛋糕，但智子還是支持她參加。                                                                                           |                                                                 |                      |          |            |                |                    |
| 3 | 奈奈子失去資格？ 轉寫：Nanako Shikkaku?               | 森雅美               | 出崎統   | 野上和男   | 1991年7月28日  | 杉野昭夫           |
| 校園公佈欄上貼了張字條，內容指出奈奈子不是她父親的親生女兒，並侮辱她沒有資格成為姊妹會候選成員。薰撕下字條，把它扔在綾身上。奈奈子猶豫著是否該參加聚會，並在智子的勸說下決定參加。在聚會前一天，奈奈子的母親接到自稱蕗子的人致電通知聚會時間延後，導致她在參加聚會時遲到了三個鐘頭。 |                                                                 |                      |          |            |                |                    |
| 4 | 音樂盒 轉寫：ORUGOORU                                 | 朝倉千筆             | 出崎統   | 宮崎一哉   | 1991年8月4日   | 杉野昭夫           |
| 儘管奈奈子錯過聚會，但她還是參加面試，過程中屢遭學姊們訕笑。真理子和奈奈子猜想更改時間的電話可能是假冒的，而真理子懷疑是綾所為。綾對奈奈子的侮辱越演越烈，她告訴眾人奈奈子的母親是勾引有婦之夫的酒吧女侍，真理子隨即替奈奈子出頭。然而，真理子也謊稱奈奈子因為參與姊妹會而忙得無法再與智子交好。 |                                                                 |                      |          |            |                |                    |
| 5 | 疑惑之刺 轉寫：Giwaku no Toge                         | 高屋敷英夫           | 出崎統   | 宇田忠順   | 1991年8月11日  | 杉野昭夫           |
| 智子對奈奈子避而不見。蕗子邀請麗到姊妹會幫忙，但故意用劍山刺傷她的手，麗要求蕗子為自己包紮，蕗子拒絕後，奈奈子包紮了麗的傷口，讓蕗子怒火中燒。奈奈子和真理子正式加入姊妹會，但奈奈子當晚做了惡夢，夢中的她遭到蕗子襲擊。 |                                                                 |                      |          |            |                |                    |
| 6 | 獨自徬徨 轉寫：Mayoi Michi, Hitori                    | 金春智子             | 出崎統   | 吉村文宏   | 1991年8月18日  | 杉野昭夫           |
| 奈奈子持續遭到霸凌，她的運動服被偷走並剪碎，而智子也不借她衣服，後來薰把衣服借給了她。去年沒被選入姊妹會的學姊們把奈奈子拉到學校暗處打她，失落的奈奈子決定退出姊妹會，但蕗子阻止她這麼做，並承諾會保護奈奈子。奈奈子想到蕗子對麗造成的傷害，後來她遇到了義兄武彥，得到了他的安慰。武彥本來是奈奈子的老師，奈奈子很憧憬他，便認他做自己的「哥哥」。 |                                                                 |                      |          |            |                |                    |
| 7 | 鐘樓黑影 轉寫：Yami no Tokeitou                       | 朝倉千筆             | 出崎統   | 宮崎一哉   | 1991年8月25日  | 杉野昭夫           |
| 屢遭霸凌的奈奈子失落地來到校內的鐘樓，她見到麗獨自在那裏抽菸，往牆上的蕗子雕像射飛刀。奈奈子被此景嚇壞了，但她認為兩人必有淵源，並開始思索麗為何被稱為「聖裘斯特」。奈奈子在圖書館查資料時得到薰的幫助，在她們道別後，綾和她的同黨們又開始霸凌奈奈子，智子飛奔過來救她，並因此和奈奈子重修舊好。 |                                                                 |                      |          |            |                |                    |
| 8 | 好想要妳 轉寫：Anata ga Hoshii                        | 朝倉千筆             | 鈴木卓夫 | 鈴木卓夫   | 1991年9月1日   | 杉野昭夫           |
| 真理子再次警告智子，要她遠離奈奈子，但薰阻止了她。蕗子邀綾加入姊妹會，並要她別再欺負奈奈子。真理子邀奈奈子參加自己在豪華飯店舉辦的生日會，而奈奈子也是唯一的受邀者。之後她們回真理子家。真理子和奈奈子一起洗澡，並邀她一起過夜，但奈奈子拒絕了。真理子威脅她，表示若奈奈子試圖回去，就要她殺了後再自殺。之後真理子的母親拉住了真理子，讓奈奈子得以跑回家。 |                                                                 |                      |          |            |                |                    |
| 9 | 舊病復發，破碎的心 轉寫：Hatsubyou, Kudakareta Kokoro | 高屋敷英夫           | 出崎統   | 宇田忠順   | 1991年9月8日   | 杉野昭夫           |
| 薰因為胸口疼痛而癱軟在地，奈奈子試圖到麗那裡拿藥，但麗沒有認真以對，奈奈子當眾打了她一巴掌。麗對奈奈子的大膽舉動印象深刻，並把止痛藥交給她。奈奈子對麗隨身帶著的藥物數量，和薰病情的嚴重程度都感到吃驚。 |                                                                 |                      |          |            |                |                    |
| 10 | 真理子 轉寫：Mariko...                                | 朝倉千筆             | 橋本三郎 | 篠原俊哉   | 1991年9月15日  | 杉野昭夫           |
| 真理子一心只想著要奈奈子的原諒，並已經絕食三天，但奈奈子完全無視她。薰注意到真理子的情況，她因為自己身體狀況很差，便對不珍惜自己健康的真理子感到憤怒。麗在陽台上看著薰、奈奈子、真理子打排球，並看到蕗子從遠處瞪著自己，差點從陽台上摔了下來。真理子虛弱得不支倒地，被送醫急救，奈奈子終於決定原諒她。之後真理子和智子也漸漸成了好友。 |                                                                 |                      |          |            |                |                    |
| 11 | 榆樹底下 轉寫：Nire no Ki nite...                     | 金春智子             | 出崎統   | 吉村文宏   | 1991年9月22日  | 杉野昭夫           |
| 為了準備期中考試，姊妹會成員在蕗子家讀書。蕗子邀麗一起去，並要她下午五點在榆樹下等，但蕗子並沒有赴約。奈奈子在讀書會途中回學校拿筆記本，發現被雨淋濕後發了高燒並神智不清的麗，奈奈子想把麗帶回家，但麗堅守承諾，她跳下計程車並試圖從天橋上跳下，奈奈子及時將她拉住。奈奈子總算把麗帶回她家，並發現她獨居在一間掛滿鏡子的漆黑房間裡。精神錯亂的麗把奈奈子當成自己的洋娃娃，並擁抱了她。 |                                                                 |                      |          |            |                |                    |
| 12 | 傷痕 轉寫：Kizuato                                    | 森雅美               | 出崎統   | 廣嶋秀樹   | 1991年9月29日  | 杉野昭夫           |
| 奈奈子打電話請薰幫忙照顧麗，薰來到麗的住處，並因為麗對蕗子自虐般地付出感到憤怒，搧了她一耳光。她把蕗子送給麗的手鐲從麗手腕上扯下，打算丟到窗外的河裡，這讓奈奈子看到麗手腕上的傷痕，她猜測這可能是自殺未遂留下的。麗朝薰擲飛刀，阻止了她的舉動，才得以把手鐲取回。蕗子問起奈奈子的行蹤，奈奈子編了藉口想蒙混，蕗子隨即識破，但她還是假裝相信奈奈子，並命令奈奈子在學校別太接近麗。後來奈奈子無意間聽到薰和蕗子就蕗子對麗的舉動而爭執，因而得知麗是蕗子的妹妹。                                                                                                 |                                                                 |                      |          |            |                |                    |
| 13 | 殉情傳說 轉寫：Shinchuu Densetsu                      | 高屋敷英夫           | 出崎統   | 鈴木卓夫   | 1991年10月6日  | 杉野昭夫           |
| 在麗的身體逐漸康復後，她回到了學校並與蕗子對質，但很快就屈服了。之後麗逃到鐘樓並服下很多藥，奈奈子追著麗來到鐘樓。麗產生了妄想和幻覺，她把奈奈子當成蕗子，透露自己曾和蕗子約定好結伴殉情，並認為她來到鐘樓是為了履行約定。 |                                                                 |                      |          |            |                |                    |
| 14 | 密門 轉寫：Himitsu no Tobira                          | 朝倉千筆             | 橋本三郎 | 松見真一   | 1991年10月27日 | 杉野昭夫           |
| 麗拿刀想刺奈奈子，在奈奈子掙扎與尖叫之下，麗才回過神來並意識到自己正在做的事，她抱著奈奈子痛哭。兩人和解後，奈奈子幫麗打理家務，並打算丟掉她的藥，麗阻止並趕走了她。奈奈子在海邊啜泣，之後麗找到並原諒她。次日，麗回到學校，而該日也是期中考第一天。 |                                                                 |                      |          |            |                |                    |
| 15 | 蕗子，海濤轟鳴 轉寫：Fukiko, Umi Nari                 | 金春智子             | 出崎統   | 吉村文宏   | 1991年11月3日  | 杉野昭夫           |
| 姊妹會成員純子因為重病而沒能在期中考試考進前五十名，蕗子命令她自行退會，奈奈子試圖幫她說話，但蕗子要奈奈子認清自己的地位，並強調是自己讓奈奈子入會的。後來蕗子邀姊妹會成員參加派對，她收回先前發言，表示奈奈子是憑自身的努力而被錄取的。蕗子問奈奈子是否交男友，奈奈子提到自己有位筆友「哥哥」，蕗子便要奈奈子禁止再和他通信。之後純子告訴奈奈子，自己將退出姊妹會，並感謝奈奈子幫自己說話。 |                                                                 |                      |          |            |                |                    |
| 16 | 重振雄風 轉寫：KAMUBAKKU                              | 森雅美               | 出崎統   | 廣嶋秀樹   | 1991年11月10日 | 杉野昭夫           |
| 大病初癒的薰重回籃球賽場，決心獲勝的她在球場上所向披靡，因此遭到集中防守，胸口被敵隊肘擊並噴血。薰要求麗代替自己上場，雖然蕗子禁止麗打籃球，但麗還是上場了，縱使比賽落敗，但她打得酣暢淋漓，也比以往更開朗。奈奈子意識到真理子愛上了薰，她忌妒真理子能坦白面對自身感情。 |                                                                 |                      |          |            |                |                    |
| 17 | 附言 轉寫：Tsuishin                                   | 高屋敷英夫           | 出崎統   | 鈴木卓夫   | 1991年11月17日 | 杉野昭夫           |
| 奈奈子察覺自己愛上了麗，但她緊張地無法傾訴心意。奈奈子不小心弄丟了寫給哥哥的其中一封信，那封信最後落入蕗子手裡，蕗子憤怒地質問奈奈子，玩笑似地逼迫奈奈子撕碎那封信。 |                                                                 |                      |          |            |                |                    |
| 18 | 夢中情愫 轉寫：Yume no Naka e                         | 朝倉千筆             | 出崎統   | 松見真一   | 1991年11月24日 | 瀬谷慎二           |
| 奈奈子搭公車時不小心坐過站，同在車上的麗帶她一起曠課，兩人在公園巧遇武彥和他的朋友一之宮貴，劇情也揭示貴是蕗子和麗的哥哥。奈奈子和麗共度快樂的早晨，在逐漸高漲的情緒中，奈奈子對麗告白。 |                                                                 |                      |          |            |                |                    |
| 19 | 泡沫遊戲 轉寫：Utakata GEEMU                          | 金春智子             | 出崎統   | 吉村文宏   | 1991年12月8日  | 杉野昭夫           |
| 麗對奈奈子的告白避而不答，並開始迴避奈奈子，讓奈奈子失意。察覺此事的薰勸奈奈子放棄，因為「她的心已經被女王（蕗子）束縛了。」 |                                                                 |                      |          |            |                |                    |
| 20 | 園藝剪刀 轉寫：Hanabasami                             | 朝倉千筆             | 出崎統   | 廣嶋秀樹   | 1991年12月15日 | 杉野昭夫           |
| 奈奈子和智子受邀參加武彥的大學校慶，兩人也邀請真理子，但仇視男人的真理子雖然不想去，但還是答應了。蕗子聽聞此事後很憤怒，便邀奈奈子來參加茶藝會，但在她到場後，卻將她鎖在儲藏室裡。薰聽到奈奈子的求救聲，把她救了出來。 |                                                                 |                      |          |            |                |                    |
| 21 | 校慶 轉寫：Gakuen Matsuri                             | 森雅美               | 出崎統   | 鈴木卓夫   | 1991年12月22日 | 杉野昭夫           |
| 奈奈子、真理子和智子一同參加大學校慶，並和武彥、貴同行。真理子盡力想保護奈奈子別被男人欺負，但不僅失敗收場，還鬧了笑話。之後她和其他人走散，貴把她帶了回來。 |                                                                 |                      |          |            |                |                    |
| 22 | 夏日小夜曲 轉寫：Natsu no Hi no SERENAADE             | 高屋敷英夫           | 出崎統   | 松見真一   | 1991年12月29日 | 瀬谷慎二           |
| 蕗子邀請奈奈子和真理子到自己的別墅度過周末，並幫她籌備生日宴會。當日，奈奈子在湖邊散步，看到蕗子傷心地拉著小提琴。當晚奈奈子輾轉難眠，她發現蕗子在房間裡反覆唸著莎士比亞十四行詩第18首。奈奈子發出了聲響，蕗子注意到她後追著她跑，但奈奈子沒被抓到。次日，奈奈子向一位叫峰子的女僕打探蕗子的臥室，那間臥室始終保持蕗子12歲時的狀態。蕗子聽到她們的談話，立刻下令開除峰子。後來奈奈子見到在湖裡游泳的蕗子，蕗子把她拉下水，讓奈奈子差點淹死，後來蕗子救了她並向她道歉，她表示自己只是想邀奈奈子游泳。                                                           |                                                                 |                      |          |            |                |                    |
| 23 | 禁忌的禮物 轉寫：Kinjirareta Okurimono                | 高屋敷英夫           | 出崎統   | 吉村文宏   | 1992年1月12日  | 杉野昭夫           |
| 在離開湖邊別墅後。蕗子和麗到麗的母親的墳前掃墓，蕗子邀請麗參加自己的生日派對。派對進行得很順利，直到麗為蕗子獻上一首小提琴曲，此曲是先前蕗子在森林裡獨奏的樂曲，蕗子聽到曲子後冷汗直流，持刀割斷琴弦並逃離會場。麗追上去並詢問她原因，她以為蕗子反覆演奏該曲是因為喜愛，但蕗子回應那是她最厭惡的曲子。事後蕗子把奈奈子送自己的生日禮物燒了。 |                                                                 |                      |          |            |                |                    |
| 24 | 加演 轉寫：ANKOORU                                    | 高屋敷英夫           | 出崎統   | 廣嶋秀樹   | 1992年1月19日  | 杉野昭夫           |
| 麗對派對發生的事深感困惑，便向貴詢問原因。貴表示在六年前，武彥曾暫住於湖邊別墅七天，蕗子和武彥約好，表示會在他的告別派對上演奏一首小提琴曲，但武彥因為急事而趕不上，蕗子便在武彥缺席的情況下演奏那首曲子，並自此厭惡該曲。之後貴向蕗子提到自己和麗談論了六年前的事，蕗子憤而離開房間，讓自己獨處，並回憶起自己對武彥的愛。當武彥在派對中缺席，蕗子感到萬般絕望，只能硬擠出微笑演奏，之後跑出房間投湖，企圖自盡。 |                                                                 |                      |          |            |                |                    |
| 25 | 薔薇口紅 轉寫：Bara no RUUJU                          | 金春智子             | 出崎統   | 佐藤豐     | 1992年1月26日  | 杉野昭夫           |
| 麗回憶自己初次見到蕗子的情況，顯示出蕗子有極高的自尊心。之後她聽見兩位姊妹會成員要奈奈子在深夜去見蕗子，奈奈子赴約後驚訝地發現蕗子塗了薔薇色的口紅。蕗子幫奈奈子化妝，讓她看起來像洋娃娃。蕗子向奈奈子告白，並要她和武彥絕交，奈奈子嚇得動彈不得，麗闖入房間打斷蕗子，並指出蕗子喜歡武彥，她之所以讓奈奈子加入姊妹會，是為了讓她離開武彥。蕗子憤怒地跑出房間，麗抓著奈奈子，親吻蕗子親過的耳朵。這事讓三人都受了傷：蕗子因為麗揭穿了自己的秘密而憤怒，麗因為惹自己愛的蕗子生氣而備受煎熬，而奈奈子因為得知自己其實無法僅憑自己的能耐進入姊妹會而受創。         |                                                                 |                      |          |            |                |                    |
| 26 | 雪中盟誓 轉寫：Akashi, Futari Dake no Yuki            | 森雅美               | 出崎統   | 松見真一   | 1992年2月2日   | 杉野昭夫           |
| 麗回憶起自己母親死後，自己被一之宮家收養，並和蕗子約好雙雙自殺。蕗子割了麗的手腕，但她卻嚇得沒有割自己的手腕，而是驚慌失措地尖叫求救。之後蕗子送麗娃娃和手鐲作為補償，一之宮家以為麗企圖自殺，便不再與她同住。回憶結束，麗和蕗子對質，麗認為蕗子根本沒打算自殺，只是因為自己被武彥傷害而想要把痛苦也帶給別人。蕗子對此堅決否認，為了證明這一點，蕗子準備從樓頂一躍而下，並邀麗一起跳。蕗子跳了下去，但被麗及時拉了回來。蕗子痛苦地尖叫著，麗含淚不斷道歉。 |                                                                 |                      |          |            |                |                    |
| 27 | 真理子傷人事件 轉寫：MARIko Ninjou Jiken              | 小出克彦             | 出崎統   | 吉村文宏   | 1992年2月23日  | 杉野昭夫           |
| 真理子的父母正在協商離婚，受創的真理子到奈奈子家過夜，並試著應對此事。真理子的生日將近，事態變得更加嚴重，在真理子想和父親見面，但被父親拒絕，之後真理子和朋友在餐廳用餐時看見父親和外遇對象，讓真理子哭著跑開，真理子回到家後質問母親為何不正視父親外遇一事，之後她拿美工刀試圖割腕，所幸奈奈子和智子打斷了她。此日，綾大聲朗讀八卦雜誌上對真理子父親離婚的報導，殘酷地羞辱真理子，把真理子逼到極限。真理子持美工刀砍傷綾的手臂，之後她逃離學校，打算自殺，所幸一之宮貴及時救了她。                                                                           |                                                                 |                      |          |            |                |                    |
| 28 | 耶誕蠟燭 轉寫：KURISUMASU KYANDORU                    | 高屋敷英夫           | 出崎統   | 廣嶋秀樹   | 1992年3月1日   | 杉野昭夫           |
| 貴把真理子安置好之後，便把她送回家。真理子的父親感到很內疚，並試著和女兒溝通，但結果並不理想。真理子點了滿房間的蠟燭，她表示從小就很希望父母能和自己過生日和耶誕節，但這願望從未實現過。真理子悲憤地想縱火燒家，她父親向她道歉，並希望她能自愛。次日，真理子被姊妹會開除，奈奈子認為此決定並不公平，主動退出姊妹會。 |                                                                 |                      |          |            |                |                    |
| 29 | 學生大會 轉寫：Seitou Soukai                          | 金春智子             | 出崎統   | 佐藤豐     | 1992年3月8日   | 杉野昭夫           |
| 真理子被處以停學三個月的處分。在學生大會上，薰提議取消姊妹會制度，麗一開始覺得這會傷了蕗子的自尊，但後來認為蕗子必須學習在沒有姊妹會的情況下生活才能成為更優秀的人。麗、薰和奈奈子四處請人連署，必須要蒐集到三分之二的學生簽名，學校董事會才會受理提議。 |                                                                 |                      |          |            |                |                    |
| 30 | 署名運動 轉寫：Shomei Katsudou                        | 高屋敷英夫、小出克彦 | 出崎統   | 鈴木卓夫   | 1992年3月15日  | 杉野昭夫           |
| 薰和奈奈子鼓勵同學們簽下連署，兩位姊妹會成員說服綾的朋友偷走並燒毀連署書，麗投出飛刀阻止她們兩人。綾在薰責問兩人時擔下這件事。當晚，綾試圖投海自殺，但奈奈子、真理子和智子救了她，而真理子也和綾重拾失去的友誼。次日，綾在連署書上簽字。 |                                                                 |                      |          |            |                |                    |
| 31 | 腐朽的果實 轉寫：Kusatta Kajitsu                      | 金春智子、森雅美     | 吉村文宏 | 吉村文宏   | 1992年3月22日  | 杉野昭夫           |
| 連署書的簽署非常順利，讓姊妹會的成員感到害怕，而她們也對蕗子的消極舉動感到憤怒，並密謀奪權。蕗子發現有人對自己不忠，她暗示姊妹會這顆「大樹」裡的「腐朽果實」應當自行退會，這導致姊妹會成員們的猜忌。成員們決定和奈奈子對質，並試圖主導事態發展，奈奈子赴約後，和姊妹會成員起肢體衝突，奈奈子差點被推下陽台。奈奈子心想，儘管自己不想傷害任何人，但姊妹會的成員確實因為自己而受傷，她對此感到難過。 |                                                                 |                      |          |            |                |                    |
| 32 | 最後光榮的茶藝會 轉寫：Hokori, RASUTO MIITINGU        | 金春智子             | 出崎統   | 高田淳     | 1992年3月29日  | 安藤真裕、土屋堅一 |
| 蕗子假裝無視順利進行的連署活動，在姊妹會最後的茶藝會上，只有蕗子和副會長葛城兩人到場。在葛城低頭祈求下，麗抵達了會場，並鼓勵蕗子開始演說。蕗子熱情地演講，表示自己永遠不會失去尊嚴，並表示會獨自撐起姊妹會。她極強自尊心給奈奈子留下深刻的印象。 |                                                                 |                      |          |            |                |                    |
| 33 | 飛翔 轉寫：Hishou                                     | 高屋敷英夫           | 出崎統   | 廣嶋秀樹   | 1992年4月4日   | 杉野昭夫           |
| 麗夢到自己母親過世的回憶，夢裡她母親透露蕗子是自己的孩子，只是在出生後立即被一之宮家收養。她要麗照顧蕗子，之後便投海自盡。夢醒後，麗向薰表示自己已經不會再維護蕗子的自尊，因為她已經見識到蕗子在姊妹會瀕臨廢除的情況下依然堅強。不再擔憂的麗向奈奈子表示自己和蕗子是親姊妹，並表示之所以對奈奈子說這些，是因為喜歡奈奈子。兩人約好次日去看夕陽，但她並未透露地點。次日，麗看起來完全康復了，她久違地打掃房間，也正常地飲食。當她和奈奈子見面前，先到花店買了束花想送奈奈子，但當她走過人行天橋時，為了撿被風吹走的花束而摔下，被迎面而來的火車撞上，就此身亡。 |                                                                 |                      |          |            |                |                    |
| 34 | 沐浴 轉寫：Mokuyoku                                   | 高屋敷英夫           | 出崎統   | 佐藤豊     | 1992年4月12日  | 杉野昭夫           |
| 奈奈子依然癡癡地等麗，直到麗的死訊傳了開來。奈奈子、智子、蕗子、薰和貴圍在她的屍體旁。警方想要調查死因是否為自殺，不讓她們把屍體帶走。之後蕗子收到麗先前寄出的玫瑰和信，在讀完信後，她淚流滿面，之後她用花瓣沐浴。奈奈子回家後把自己關在房間，次日，她到麗死去的地方痛哭，發現薰也到該處致哀。奈奈子告訴薰，表示麗約好和自己見面，因此不可能自殺，警方也根據目擊者證詞，判斷麗不是自殺。奈奈子想知道麗打算帶自己去哪裡看夕陽。 |                                                                 |                      |          |            |                |                    |
| 35 | 夢海岸 轉寫：Yumekaigan                               | 金春智子             | 吉村文宏 | 吉村文宏   | 1992年4月19日  | 杉野昭夫           |
| 學校舉行了麗的葬禮。蕗子強忍傷痛主持葬禮，在來訪者散去後，蕗子要求獨處兩分鐘。她哭著對麗的遺體說自己真的愛她，並吻了她的唇。在會場外，奈奈子看見了麗的幻影變成高飛的鳥。當晚，奈奈子抽了根從麗那裏撿來的菸，之後她在麗的房間裡遇見蕗子。兩人一起待到天亮，奈奈子把麗的娃娃作為紀念品帶走。在回家路上，蕗子向奈奈子透露自己一直都知道麗和自己是親姊妹，而她也為雪地自殺的事情感到內疚。奈奈子沒有把自己已經知情一事告訴蕗子，決定將此秘密帶入墳墓。蕗子戴起麗的手鐲，發誓將她的過去拋諸腦後，次日，蕗子要求解散姊妹會。                                         |                                                                 |                      |          |            |                |                    |
| 36 | 營火，熾熱的愛戀 轉寫：Hotarubi, Koi ni Moete...      | 森雅美、金春智子     | 出崎統   | 野上和男   | 1992年4月26日  | 杉野昭夫           |
| 麗逝世後兩週，暑假開始了。薰到醫院檢查，結果很不理想。奈奈子和智子在哀弔麗之後，遇見哭倒在路旁的薰。奈奈子意識到薰即使有堅強的內心，卻也為麗的逝世而悲痛。奈奈子遇到貴，貴向她提到薰和武彥曾經交往，後來分手了。奈奈子在學校鐘樓遇見薰，得知她因為患有乳癌而切除乳房，但乳癌在五年內復發，薰痊癒的希望渺茫。 |                                                                 |                      |          |            |                |                    |
| 37 | 旋轉木馬 轉寫：Kaitenmokuba                           | 金春智子、小出克彦   | 出崎統   | 廣嶋秀樹   | 1992年5月3日   | 内田裕             |
| 薰向奈奈子表示自己因為乳癌而與武彥分手，並告知奈奈子和武彥確實是義兄妹。奈奈子向父親問起此事，並確認了此事屬實。奈奈子和武彥會面後，開玩笑地表示如果自己愛上武彥後會怎麼做。當晚，薰和武彥通電話，薰就自己不慎透露武彥和奈奈子是兄妹一事道歉，武彥想起自己和薰約會時遊玩旋轉木馬的時光。武彥向父親提到自己要出國留學，並得到父親的祝福。 |                                                                 |                      |          |            |                |                    |
| 38 | Yes 轉寫：YES...                                                | 高屋敷英夫           | 出崎統   | 佐藤豐     | 1992年5月10日  | 杉野昭夫           |
| 武彥準備啟程前往德國留學，因此薰打算離開他。武彥、奈奈子和蕗子努力說服她，蕗子更指出麗努力活到最後一刻。薰最後終於答應武彥的求婚，相約兩人一起移居德國。 |                                                                 |                      |          |            |                |                    |
| 39 | 殘香 轉寫：Nokori Kaoru                               | 高屋敷英夫           | 出崎統   | 吉村文宏   | 1992年5月17日  | 杉野昭夫           |
| 吹子見到麗的幻影，麗鼓勵她找到真愛，蕗子認為武彥是自己的真愛，因此她感到很痛苦，抱著哥哥啜泣。武彥和薰結婚並移居德國，奈奈子目送班機啟航後感覺到了麗的殘香。兩年後，武彥和薰育有一子，而奈奈子也有了新的戀情。 |                                                                 |                      |          |            |                |                    |

## 外部連結
- 華視網頁（1997年）[永久]
- 華視網頁（1998年）[永久]